# Godfried van Rhenen
Godfried van Rhenen (gestorven op 27 mei 1178) was bisschop van Utrecht van 1156 tot 1178.
Godfried kreeg in 1159 te maken met een opstand van burgers en zijn eigen ministerialen als uitvloeisel van de strijd tussen de pausgezinde Welfen en de keizergezinde Hohenstaufen, waarbij Godfried een aanhanger van de laatstgenoemde partij was. De opstand werd in 1160 in het voordeel van de bisschop beslecht. Hij hield zich vervolgens bezig met het versterken van zijn machtspositie in het Oversticht en in Friesland. Dat leidde in 1165 weer tot een conflict met graaf Floris III van Holland, waarin de keizer als bemiddelaar optrad. Bisschop Godfried liet de vestingen Vollenhove en Montfoort bouwen.